# Satoshi Kuribayashi
Satoshi Kuribayashi (栗林 慧, Kuribayashi Satoshi, né en 1939) est un photographe japonais, lauréat du prix Lennart Nilsson en 2006 pour ses remarquables photographies scientifiques.